# بنیاد و زمین
بنیاد و زمین (انگلیسی: Foundation and Earth) رمانی علمی-تخیلی به قلم نویسندهٔ آمریکایی آیزاک آسیموف است، که پنجمین کتاب مجموعهٔ بنیاد محسوب می‌شود، هرچند از نظر خط داستانی آخرین کتاب مجموعه است. این کتاب در سال ۱۹۸۶، چهار سال پس از اولین دنبالهٔ سه‌گانه بنیاد (لبه بنیاد) منتشر شد.

## بازخورد
دیوید لنگفورد در مجموع نظر مثبتی به بنیاد و زمین داشت.

## یادداشت
1. ↑  این کتاب با عنوان بنیاد کهکشانی و زمین (چاپ‌ونشر بنیاد، چاپ اول ۱۳۷۴) به ترجمهٔ «پیمان اسماعیلیان خامنه» منتشر شده‌است.